# 元砂七夕美
元砂 七夕美（もとすな なゆみ、1995年7月14日 - ）は大阪府松原市出身で、奈良県を登録地とする女子競輪選手。日本競輪学校（当時。以下、競輪学校）第108期生。師匠は武田和也（競輪学校第92期生）。ホームバンクは奈良競輪場。
二男二女の四人兄妹。長兄は同じ競輪選手の元砂海人（113期）、次兄は元砂勇雪（103期）。

## 来歴
奈良県立榛生昇陽高等学校出身。
2013年、全国高等学校選抜自転車競技大会で、スクラッチ、個人ロードレースを制し二冠を達成。
競輪学校での在校競走成績は6位（9勝）。
2015年7月3日、地元の奈良競輪場でデビュー（3着）。初勝利は同年9月16日の向日町競輪場。
2017年12月より、山本レナとともに『顔より太もも。』5代目広告ビジュアルキャラクターに起用される。
2018年6月、ガールズケイリンコレクションいわき平ステージ（8月開催）における出場選手を決めるファン投票「ガールズケイリン総選挙」にて第14位に選出され、ガールズケイリンコレクション（アルテミス賞レース）への初出場が決定。8月16日のアルテミス賞レースでは5着であった。
2019年7月10日、地元の奈良FIで初日3着・二日目5着とまとめ、最終日決勝でマークした比嘉真梨代の後位から抜け出し初優勝を果たす。そしてその3日後の13日、同じく競輪選手（和歌山支部所属）の中野彰人と結婚した。なお、結婚後も登録名は変更しておらず競走は旧姓のまま、また登録地も奈良県のままで参加している。
2019年11月以降はレースを欠場していたが、2020年1月20日、自身のツイッターで妊娠を公表した。
2020年7月7日、第一子となる長女を出産。
2021年、2月に受験した復帰試験に合格し、3月15日からの地元・奈良FI第6レース（7着）で復帰した。
2024年、離婚していたことを報告。
2025年6月1日、地元・奈良FIIで5年11か月ぶり、2回目の優勝。

## 関連記事
- 兄弟スポーツ選手一覧#競輪